# 용인시 수지구 (선거구)
용인시 수지구는 대한민국의 국회의원 선거구이다. 경기도 용인시 수지구 지역을 관할했다.

## 역사
2005년 10월 31일을 기해 용인시에 구제가 실시되어 일반구인 처인구, 기흥구, 수지구가 신설되었다. 이에 따라 대한민국 제18대 국회의원 선거를 앞두고 수지구 지역을 관할하는 용인시 수지구 선거구가 신설되었다. 
대한민국 제19대 국회의원 선거를 앞두고 용인시 지역 선거구가 개편되었다. 이에 따라 수지구 상현2동이 용인시 을 선거구에 편입되었고 수지구 풍덕천1동·풍덕천2동·신봉동·죽전1동·죽전2동·동천동·상현1동·성복동이 용인시 병 선거구에 편입됨에 따라 폐지되었다.

## 역대 국회의원
| 선거   | 정당 | 정당   | 의원   |
| ------ | ---- | ------ | ------ |
| 2008년 |      | 무소속 | 한선교 |

## 역대 선거 결과

### 대한민국 제18대 국회의원 선거
|  | 43.00% |

|  | 37.18% |

|  | 19.34% |

|  | 0.45% |